# Candy (Live)/Molly's Lips (Live)
Candy (Live)/Molly's Lips (Live) è uno split-single dei gruppi musicali statunitensi The Fluid e Nirvana pubblicato nel 1991.

## Il disco
Il disco è stato pubblicato in formato vinile 7" e 12". Entrambi i brani sono esecuzioni dal vivo dei due gruppi The Fluid e Nirvana.
La canzone Molly's Lips, cover del brano omonimo de The Vaselines, è stata poi pubblicata nell'album Incesticide dei Nirvana del 1992, in versione studio.

## Tracce
1. The Fluid – Candy (Live)
2. Nirvana – Molly's Lips (Live)

## Formazione
Nirvana
- Kurt Cobain - voce, chitarra
- Krist Novoselic - basso
- Chad Channing - batteria

Fluid
- John Robinson - voce
- Matt Bischoff - basso
- James Clower - chitarra
- Rick Kulwicki - chitarra
- Garrett Shavlik - batteria